# 無敵青春克
《無敵青春克》是由台灣Channel V舉辦與製作的夏日泳裝美少女選秀節目，由Lollipop棒棒堂的威廉及吳克羣主持。
節目有超過百名少女參加，她們都會在穿著泳裝面對節目或主持人的各種考驗，而她們都是經過面試和徵選會挑選出來的，不論在樣貌或才藝上都有一些水準。在經過各種考驗及淘汰後，將依據表現、個人潛質或外在觀感，選出第一名的少女簽約成為模特兒暨星空傳媒藝人。

## 播出時間
每集會播放一小時，播放時間如下：

### Channel V（台灣版）
- 首播：
  - 2008年8月25日起：逢星期一至五晚上七時
- 重播：
  - 2008年8月25日起：逢星期一至五晚上九時、隔日凌晨二時、中午十二點
  - 2008年8月30日起：逢星期六上午二時(播放七小時)、中午十二點、晚上十點
  - 2008年8月31日起：逢星期日上午三時、晚上十二點

### Channel V（海外版）
- 首播：
  - 2008年8月25日起：逢星期一至五晚上七時
- 重播：
  - 2008年8月26日起：逢星期一至六凌晨一時、三時，早上七時、九時及晚上九時，下午一時、三時（只限星期二至五）

## 節目內容及評審

### 節目評審
評選過程中的每一集都會請來不同的評審來給各位「水水」意見和評分，包括：
- Channel V（台灣）頻道總監張世明、林又立、黑Girl等

## 少女篩選過程
Channel V（台灣）所屬的星空傳媒在七至八月的時候不斷舉辦該節目的徵選會，在台中、台北等地區舉辦，2008年8月16日更在香港的奧海城舉辦一場徵選會。
首階段（初選，首三集）將一百位「水水」分成十組，每組十位「水水」。初選中只有五十七人晉級第二階段評選。
節目期間亦會舉行多次淘汰賽，將淘汰若干位「水水」。目前已經決選出最後二十強。

## 節目詳細內容
節目有過百名少女參加，她們在節目上被稱為「水水」，以配合她們在節目中的夏日水著衣著、風格。她們都要在節目中面對主持人或節目上的的各種考驗。她們經過這些選戰和挑戰後，會主要依據表現，和一些外間反應而選出表現好的一位或數位少女簽約成為星空傳媒（STAR）藝人，亦未知道會組成組合還是個人出道。

## 節目趣事
因為節目都要求各個參與的少女都要穿上性感泳裝錄影，但主持威廉和吳克群卻感到十分難受，因為「常常不知道眼睛視線要放哪裡」，因為正視會被說眼神太色，不看又沒有辦法主持，又怕太過衝動而說錯話，因此威廉和吳克群都一致認為「他們是世上最痛苦的藝人」，而兩個男生經討論後決定，視線只會專注於各女生的眼睛以上，眼睛以下部位就視為禁區，看也不能看。
而這個節目是吳克群的主持處女秀，而這個節目之所以找來吳克群主持是因為Channel V（台灣）頻道總監張世明（ANDY）表示很欣賞吳克群正直、健康、清新、自然的特質，當初計劃誰做主持的時候，心中就已經早已想到他了。而第一次做主持的吳克群表示，想多發掘自己另一個不一樣的地方，對他來說，主持節目是很大的挑戰，加上又要籌備即將到來的個人大型演唱會，負擔很大，但他卻很享受這樣的負擔，並表示自己一定要努力才能做得更好。

## 爭議
是次選秀節目結束後，結果以及評審制度均受到相當強烈的非議。更有人懷疑結果早已內定，節目純粹是為內定勝利者出道舖路，其他水水變相為他人作嫁衣裳。
當中冠軍Vicki所受的非議最為巨大。由於她在各項比賽表現均相當平平，但最後爆冷獲得冠軍，而且只有她獲得藝人合約而非先前所述的前三甲（節目之前表示前三甲將會獲得星空傳媒經紀合約、單曲EP發行及影音寫真出版的獎勵，然而到最後此獎勵只落入Vicki身上，第二名小驚跟第三名甯甯都沒有獲得任何獎勵）；而擁有強大人氣的熱門包括Diana、笨寶、Lea、Bebe、小犬等均不幸先後「墜馬」，全部三甲不入。再加上Vicki由節目中段才加入的特別優待、未有交代理由下突然成為王子《對不起》MV女主角及其擁有日本藝人合約的背景，加上各水水的私人部落格（參見：水水女孩名單）都有不同程度地表現出節目有所不公，以上種種都使人嚴重起疑是否有人早己被內定出線。而在節目結束前兩天及節目結束後翌日就旋即刪除了水水woo.com部落格及官方論壇的「無敵青春克」版塊，更使人懷疑官方是否有所隱瞞需要迴避。

## 水水女孩名單

### 最終二十強
| 最終名次                        | 參賽號碼 | 姓名   | 藝名  | 英文名 | 出生日期        | 節目中的 其他暱稱 | 其他資料                                                                              | 部落格                              |
| ------------------------------- | -------- | ------ | ----- | ------ | --------------- | ----------------- | ------------------------------------------------------------------------------------- | ----------------------------------- |
| 冠軍                            | 101號    | 侯佳吟 | Vicki |        |                 |                   | 來自香港徵選會的水水 日本STARDUST經紀公司簽約藝人                                     | Woo STARDUST （页面存档备份，存于） |
| 亞軍                            | 65號     | 李珮慈 | 小驚  |        | 1990年 6月27日  |                   |                                                                                       | Woo 無名 （页面存档备份，存于）     |
| 季軍                            | 59號     | 王甯   | 甯甯  |        |                 |                   | 文化大學戲劇系在學                                                                    | Woo 無名 （页面存档备份，存于）     |
| 第四名                          | 41號     | 曹育瑄 | Ashly |        |                 |                   |                                                                                       | Woo 無名 （页面存档备份，存于）     |
| 第五名                          | 84號     | 吳昀廷 | 笨寶  |        | 1990年 1月7日   |                   | 康寧護專畢業，現為女子團體Popu Lady團員                                               | Woo 無名 （页面存档备份，存于）     |
| 第六名                          | 51號     | 陳韋君 | Milky | Milky  | 1990年 11月7日  |                   | 前我愛黑澀會成員，淡水商工在學                                                        | Woo 無名 （页面存档备份，存于）     |
| 第七名                          | 81號     | 鄭為函 | Lea   |        | 1994年 4月8日   |                   | 中法混血兒 曹格《姑娘》及《兩隻戀人》MV 女主角                                        | Woo 無名 （页面存档备份，存于）     |
| 第八名                          | 33號     | 王思涵 | 涵涵  |        |                 |                   | 伊林模特兒王言之親妹，靜修女中在學                                                    | Woo                                 |
| 第九名                          | 11號     | 張瑋庭 | BeBe  | BeBe   | 1991年 11月9日  | 寶包              | 淡江高中在學                                                                          | Woo 無名 （页面存档备份，存于）     |
| 第十名                          | 53號     | 張可姍 | Ivy   |        |                 |                   | 莊敬高職畢業，目前台藝大-戲劇系                                                       | Woo 無名 （页面存档备份，存于）     |
| 第十一至第十五名 (排名不分先後) | 1號      | 邱紅慈 | Diana | Diana  | 1987年 9月22日  |                   | 中荷混血兒 世新大學新聞系在學 曾以「小海」之名參加模范棒棒堂及我愛黑澀會錄影 已被淘汰 | Woo 無名 （页面存档备份，存于）     |
| 第十一至第十五名 (排名不分先後) | 18號     | 溫貞菱 | 小犬  | Jenny  | 1992年 10月23日 |                   | 莊敬高職在學 已被淘汰                                                                 | Woo 無名 （页面存档备份，存于）     |
| 第十一至第十五名 (排名不分先後) | 30號     | 賴書勤 | Candy |        | 1991年 3月7日   |                   | 莊敬高職在學 已被淘汰                                                                 | Woo 無名 （页面存档备份，存于）     |
| 第十一至第十五名 (排名不分先後) | 72號     | 陳雅秀 | 采緋  |        |                 |                   | 已被淘汰                                                                              | Woo 無名 （页面存档备份，存于）     |
| 第十一至第十五名 (排名不分先後) | 85號     |        | 小波  |        | 1988年 5月2日   |                   | 擁有原住民血統，高雄科大應用日語系在學 已被淘汰                                       | Woo 無名 （页面存档备份，存于）     |
| 第十六名                        | 95號     | 丁彥慈 | 丁丁  |        |                 |                   | 已被淘汰                                                                              | Woo 無名 （页面存档备份，存于）     |
| 第十七、十八名 (排名不分先後)   | 14號     | 莊驊鈺 | Misa  |        |                 |                   | 已中途退出                                                                            | Woo 無名                            |
| 第十七、十八名 (排名不分先後)   | 15號     |        | Seven |        |                 |                   | 已中途退出                                                                            | Woo                                 |
| 第十九、二十名 (排名不分先後)   | 64號     | 董夢筑 | 夢夢  |        |                 |                   | 莊敬高職在學 已被淘汰                                                                 | Woo 無名 （页面存档备份，存于）     |
| 第十九、二十名 (排名不分先後)   | 91號     |        | Nikki |        |                 |                   | 莊敬高職在學 已被淘汰                                                                 | Woo 無名 （页面存档备份，存于）     |

### 其餘水水
| 編號  | 本名   | 綽號    | 相簿                            | 備註                                           |
| 2號   |        | 小優    | 無名                            | 已被淘汰                                       |
| 3號   | 黃琬庭 | 小琬    | 無名 （页面存档备份，存于）     | 已中途退出                                     |
| 4號   |        | 小JO    |                                 | 已被淘汰                                       |
| 5號   |        | 小臭    |                                 | 已中途退出                                     |
| 6號   | 邱于玹 | 鮪魚    | 無名 （页面存档备份，存于）     | 已中途退出                                     |
| 7號   | 王若芸 | 香草    | 無名 （页面存档备份，存于）     | 已被淘汰                                       |
| 8號   |        | 亞希    | 無名 （页面存档备份，存于）     | 已被淘汰                                       |
| 9號   |        | 哆哆    | 無名 （页面存档备份，存于）     | 已被淘汰                                       |
| 10號  |        | 橘子    |                                 | 已中途退出                                     |
| 12號  |        | 容容    |                                 | 已被淘汰                                       |
| 13號  |        | 花花    | Facebook （页面存档备份，存于） | 已中途退出                                     |
| 16號  |        | 迪奇    | 無名                            | 已被淘汰                                       |
| 17號  | 許珮婷 | 珮婷    | 無名 （页面存档备份，存于）     | 稻江商職在學 已被淘汰                          |
| 19號  |        | 康妮    | 無名                            | 已被淘汰                                       |
| 20號  |        | 猴子    |                                 | 已被淘汰                                       |
| 21號  |        | 小丸子  | 無名 （页面存档备份，存于）     | 已被淘汰                                       |
| 22號  |        | 嵐嵐    | 無名 （页面存档备份，存于）     | 已被淘汰                                       |
| 23號  |        | 娜娜    |                                 | 已中途退出                                     |
| 24號  |        | 小歪    |                                 | 已被淘汰                                       |
| 25號  |        | 小芝    | 無名 （页面存档备份，存于）     | 已被淘汰                                       |
| 26號  |        | Anita   |                                 | 已被淘汰                                       |
| 27號  |        | A.N     | 無名 （页面存档备份，存于）     | 已中途退出                                     |
| 28號  |        | 品函    |                                 | 已被淘汰                                       |
| 29號  |        | 凡      | 無名 （页面存档备份，存于）     | 已被淘汰                                       |
| 31號  |        | Mei     | 無名 （页面存档备份，存于）     | 已被淘汰                                       |
| 32號  | 張語噥 | 小語    | 無名 （页面存档备份，存于）     | 已被淘汰 Twinko第二代團員 超級偶像第九屆總冠軍 |
| 34號  |        | 菲比    |                                 | 正式錄影前已退出                               |
| 35號  |        | 呱呱    | 無名 （页面存档备份，存于）     | 已被淘汰                                       |
| 36號  |        | 璇璇    |                                 | 已被淘汰                                       |
| 37號  | 周婉君 | 布丁    | 無名 （页面存档备份，存于）     | [松山家商]在學 已被淘汰                        |
| 38號  |        | 安娜    | 無名 （页面存档备份，存于）     | 已被淘汰                                       |
| 39號  |        | 小艾    | 無名 （页面存档备份，存于）     | 已被淘汰                                       |
| 40號  |        | 奶茶    |                                 | 已被淘汰                                       |
| 42號  |        | 佳帝    |                                 | 已被淘汰                                       |
| 43號  | 陳敬宣 | Bony    | 無名 （页面存档备份，存于）     | 已被淘汰                                       |
| 44號  |        | Summer  | 無名 （页面存档备份，存于）     | 已被淘汰                                       |
| 45號  |        | 恰恰    | 無名 （页面存档备份，存于）     | 已被淘汰                                       |
| 46號  |        | 小米    |                                 | 已被淘汰                                       |
| 47號  |        | 綺綺    | 無名 （页面存档备份，存于）     | 已被淘汰                                       |
| 48號  |        | 小胚芽  | 無名 （页面存档备份，存于）     | 已中途退出                                     |
| 49號  |        | 小格子  | 無名 （页面存档备份，存于）     | 已被淘汰                                       |
| 50號  | 袁慧珊 | 圈圈    | 無名 （页面存档备份，存于）     | 前我愛黑澀會成員 輔仁大學企管系在學 已被淘汰   |
| 52號  |        | 小君    |                                 | 輔仁大學兒家系在學（新店高中畢業） 已中途退出  |
| 54號  |        | 姿姿    |                                 | 已被淘汰                                       |
| 55號  |        | 小綠    | 無名 （页面存档备份，存于）     | 已被淘汰                                       |
| 56號  |        | 蟲子    |                                 | 已中途退出                                     |
| 57號  |        | 米兒    | 無名 （页面存档备份，存于）     | 已中途退出                                     |
| 58號  |        | 桃桃    | 無名 （页面存档备份，存于）     | 已被淘汰                                       |
| 60號  |        | Crystal |                                 | 已被淘汰                                       |
| 61號  | 張育瑄 | 泡泡    | 無名 （页面存档备份，存于）     | 已被淘汰                                       |
| 62號  |        | 佩佩    | 無名 （页面存档备份，存于）     | 已中途退出                                     |
| 63號  |        | 司儀    | 無名                            | 已中途退出                                     |
| 66號  |        | Joy     |                                 | 已被淘汰                                       |
| 67號  | 吳品蓉 | 寶寶    | 無名 （页面存档备份，存于）     | 雙溪高中在學 已中途退出                        |
| 68號  |        | 小小    | 無名 （页面存档备份，存于）     | 已被淘汰                                       |
| 69號  |        | Apy     |                                 | 已被淘汰                                       |
| 70號  |        | 小笨    |                                 | 已被淘汰                                       |
| 71號  |        | Yuki    | 無名 （页面存档备份，存于）     | 已被淘汰                                       |
| 73號  |        | Sharon  |                                 | 美國加州出生，道明外僑學校在學 已中途退出      |
| 74號  | 朱芷萱 | 芷萱    | 無名 （页面存档备份，存于）     | 北一女中在學 已被淘汰                          |
| 75號  | 蔡孟穎 | Queena  | 無名 （页面存档备份，存于）     | 已中途退出                                     |
| 76號  |        | 悅悅    | 無名 （页面存档备份，存于）     | 己中途退出                                     |
| 77號  |        | 糖糖    | 無名 （页面存档备份，存于）     | 已被淘汰                                       |
| 78號  | 晏若珺 | 珺珺    | 無名 （页面存档备份，存于）     | 已被淘汰                                       |
| 79號  |        | 安安    | 無名 （页面存档备份，存于）     | 已被淘汰                                       |
| 80號  |        | 派派    | 無名 （页面存档备份，存于）     | 已被淘汰                                       |
| 82號  |        | ViVi    |                                 | 正式錄影前已退出                               |
| 83號  |        | 小布    |                                 | 已被淘汰                                       |
| 86號  |        | 邦妮    | 無名 （页面存档备份，存于）     | 已被淘汰                                       |
| 87號  | 劉虹汝 | Angela  | 無名 （页面存档备份，存于）     | 銘傳大學數位媒體設計系在學 已中途退出          |
| 88號  |        | 奶酥    |                                 | 已被淘汰                                       |
| 89號  |        | 哈哈    | 無名 （页面存档备份，存于）     | 已中途退出                                     |
| 90號  |        | LuLu    |                                 | 已中途退出                                     |
| 92號  |        | 皮皮    |                                 | 已被淘汰                                       |
| 93號  |        | 阿比    |                                 | 已被淘汰                                       |
| 94號  |        | 小C     | 無名                            | 已被淘汰                                       |
| 96號  |        | 小嘎    | 無名 （页面存档备份，存于）     | 已中途退出                                     |
| 97號  |        | A-sir   | 無名 （页面存档备份，存于）     | 已被淘汰                                       |
| 98號  |        | 哈姆    |                                 | 已被淘汰                                       |
| 99號  |        | 羚羊    | 無名 （页面存档备份，存于）     | 已被淘汰                                       |
| 100號 |        | 阿Sa    | 無名                            | 育達商職畢業 已中途退出                        |